# Захаревич Марія Георгіївна
Марія Георгіївна Захаревич (нар. 28 листопада 1936) — радянська та білоруська актриса.
Закінчила Білоруську державну академію мистецтв (1957). Виступає в Національному академічному театрі імені Янки Купали.

## Вибіркова фільмографія
- Ясь та Яніна (1974)
- Чорна береза (1977)
- Люди на болоті (1981)